# Karl Sterrer (Maler)

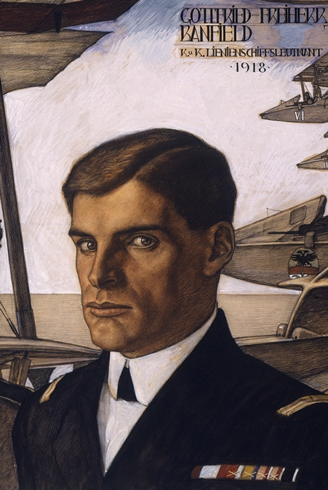
Karl Sterrer: Porträt Gottfried von Banfield, 1918 (HGM)

Karl Sterrer (* 4. Dezember 1885 in Wien; † 10. Juni 1972 ebenda) war ein österreichischer Maler und Grafiker.

## Leben
Karl Sterrer, Sohn des Bildhauers Karl Sterrer (1844–1918), absolvierte die Akademie der bildenden Künste Wien bei Alois Delug und Christian Griepenkerl. 1908 erhielt er den Rom-Preis. 1910 und 1911 unternahm er Studienreisen nach Süditalien, weiters bereiste er die Schweiz, Frankreich, Spanien und Deutschland. Ab 1911 war er Mitglied des Wiener Künstlerhauses (bis 1931) und erhielt 1914 den Kaiserpreis.
Im November 1915 rückte Sterrer zum Landsturm ein und bewarb sich um einen Posten im k.u.k. Kriegspressequartier, wo er am 18. April 1916 als Kriegsmaler in die Kunstgruppe aufgenommen wurde. Frontexkursionen führten ihn an den russischen und italienischen Kriegsschauplatz. Im Sommer 1918 wurde er auf besonderen Wunsch zu den Fliegertruppen an die Tiroler Front versetzt. Während des Krieges malte und zeichnete Sterrer hauptsächlich Fliegermotive und Porträts von Fliegerhelden, aber auch Plakate für Kriegsanleihen. Sterrer wurde bis Dezember 1918 in den Standeslisten des Kriegspressequartiers geführt.
Ab 1920 interessierte sich Sterrer vor allem für die Technik der Radierung. Ab 1921 lehrte er an der Wiener Akademie, 1922 wurde er Professor. Leopold Hauer, Hans Fronius, Rudolf Hausner, Karl Glatt und Max Weiler zählen zu Sterrers Schülern. 1929 erhielt er den Staatlichen Ehrenpreis. In den Jahren 1937 und 1938 war Sterrer als Rektor der Wiener Akademie tätig. Karl Sterrer war der einzige Beschäftigte der Akademie der bildenden Künste, der zweimal dienstenthoben wurde: Nach dem Anschluss Österreichs an das Deutsche Reich und – nachdem er 1939 rehabilitiert wurde, nach dem Ende der NS-Herrschaft noch einmal. Nach der Absetzung als Rektor 1938 bemühte sich Sterrer, in die NSDAP aufgenommen zu werden, was ihm erst 1940 gelang. Danach engagierte er sich als Nationalsozialist und trat auch aus der katholischen Kirche aus. 1938/39 porträtierte er Adolf Hitler. 1945 wurde er zum zweiten Mal aus dem Staatsdienst entlassen, was auch den Verlust der Professur bedeutete; eine zur Entnazifizierung gebildete Sonderkommission entschied negativ und versetzte ihn 1946 mit gekürzten Bezügen in den dauernden Ruhestand. Die Akademie hatte eine Würdigung durch eine ungekürzte Pension vorgeschlagen, sich aber sonst nicht explizit gegen seinen Abgang ausgesprochen. Ab 1946 wandte sich Sterrer wieder verstärkt religiösen Themen zu. 1957 wurde ihm der Große Österreichische Staatspreis für Bildende Kunst verliehen. An die künstlerischen Erfolge der Zwischenkriegszeit konnte er aber nicht mehr anknüpfen. Zwei Ausstellungen, 1955 an der Wiener Akademie und 1962 im Künstlerhaus mit religiösen und allegorischen Themen finden wenig bis negative Resonanz.
Sein Schaffen umfasst Porträts, figurale Kompositionen, Landschaften, Akte und Graphiken sowie Glasfenster.
Sein Grab befindet sich auf dem Hütteldorfer Friedhof (Gruppe 13A, Reihe 1, Nr. 1).

## Ausstellungen (Auswahl)
- 1913 Glaspalast, München
- 1922 Künstlerhaus, Wien
- 1933 Secession, Wien
- 1939 Berge und Menschen der Ostmark, Künstlerhaus
- 1954 Akademie der bildenden Künste, Wien

## Museale Rezeption
In den Beständen des Wiener Heeresgeschichtlichen Museums befinden sich zahlreiche Werke von Karl Sterrer, mehrere davon sind in der Dauerausstellung der Öffentlichkeit zugänglich. Es handelt sich dabei hauptsächlich um Werke, die Sterrer als Kriegsmaler anfertigte.

## Werke (Auszug)
- Stellung in der Bukowina, 1916, Öl auf Leinwand, Heeresgeschichtliches Museum, Wien
- Österreichische Stellungen bei Toporoutz (Bukowina), 1918, Öl auf Leinwand, 77 × 211 cm, Heeresgeschichtliches Museum Wien
- Linienschiffsleutnant Banfield und seine Kampfflieger, Kreide mit Deckfarben auf Papier, 70,9 × 95,7 cm, Heeresgeschichtliches Museum Wien
- Heimat – Aufruf, 1914/15, Mischtechnik, 68 × 91 cm, Heeresgeschichtliches Museum Wien
- Heimat – Dein Mann, 1914/15, Mischtechnik, 68 × 91 cm, Heeresgeschichtliches Museum Wien

- Glasfenster in der Pfarrkirche Krim in Wien 19.
- Christus-König-Mosaik an der Altarwand der Christkönigskirche in Wien 15.